# Terminer
Terminer è un singolo della cantante francese Wejdene, pubblicato il 25 gennaio 2024 come primo estratto dal primo EP W.

## Tracce
Testi e musiche di Wejdene e Zeg P.
1. Terminer – 3:04

## Formazione
- Wejdene – voce
- Zeg P – produzione